# غينكي يامادا
غينكي يامادا (باليابانية: 山田 元気) (16 ديسمبر 1994 في غيفو في اليابان – )؛ هو لاعب كرة قدم ياباني سابق كان يلعب كحارس مرمى.

## وصلات خارجية
- غينكي يامادا على موقع رابطة كرة القدم اليابانية للمحترفين (اليابانية)
- غينكي يامادا على موقع قاعدة بيانات كرة القدم.إي يو (الإنجليزية)
- غينكي يامادا على موقع Soccerway.com (الإنجليزية)
- غينكي يامادا على موقع عالم كرة القدم.نت (الإنجليزية)
- غينكي يامادا على موقع كووورة